# McMurdo Sound
McMurdo Sound – cieśnina Morza Rossa, oddzielająca Wyspę Rossa od Wybrzeża Scotta na Ziemi Wiktorii na Antarktydzie Wschodniej.
Cieśnina ma szerokość i długość około 55 kilometrów, od południa zamyka ją Lodowiec Szelfowy Rossa. Została odkryta w lutym 1841 roku przez wyprawę Jamesa Rossa i nazwana na cześć porucznika Archibalda McMurdo z okrętu HMS „Terror”.